# Louis MacNeice
Frederick Louis MacNeice (Belfast, 12 septembre 1907 – Londres, 3 septembre 1963) est un poète et dramaturge aussi bien nord-irlandais que britannique. Connu pour son respect des valeurs humanistes et son opposition à toute forme de totalitarisme, il n'a cessé de redire sa fidélité à ses racines irlandaises.
Louis MacNeice appartenait à un cénacle de poètes réunis dans les années 1930 autour de W. H. Auden, qui comprenait surtout Christopher Isherwood, Stephen Spender, Cecil Day-Lewis, et parfois Rex Warner et Edward Upward. Ce « Groupe d'Auden » portait le surnom de groupe « MacSpaunday » en vertu d'une sorte d'acronyme inventé par le poète sud-africain Roy Campbell. Imaginant une créature composite formée par quatre d'entre eux, Campbell avait joué sur leurs noms : MACNeice, SPender, AUdeN, DAY-Lewis.